# Myspace
Myspace (раніше стилізований як MySpace) — популярний у другій половині 2000-х років вебвузол, що пропонує орієнтовану на користувача мережу друзів, особистих профілів, блогів, груп, фотографій, музики й відео. Він став впливовою частиною сучасної популярної культури, особливо в країнах, що говорять англійською. Це була перша соціальна мережа, яка охопила світову аудиторію.
Її засновники Кріс Девульф і Том Андерсон, познайомилися під час спільної роботи в іншій компанії, яку залишили за два роки до відкриття Myspace, для того, щоб відкрити власну компанію.
Основна аудиторія соціальної мережі Myspace — люди 16-34 років. Основна особливість Myspace — це її орієнтованість на інтереси та потреби творчих людей. Твори мистецтва, музика, кіно, живопис, фотографії, дизайн та програмування. Власником соціальної мережі MySpace залишається Руперт Мердок, успішна людина і досвідчений в інформаційному бізнесі інвестор.
MySpace на сьогодні поступився лідерством іншим соціальним мережам. Його вже випередили Facebook та Твіттер.

## Історія
- Сайт мережевих спільнот MySpace.com — одна з перших соціальних мереж у світі, яка була відкрита у 2003 році.
- 2005 — Кріс Девульф і Том Андерсон продали MySpace Руперту Мердоку за 580 мільйонів доларів. Штаб-квартира My Space розташована в Беверлі-Гіллз, Каліфорнія.
- 2009 — MySpace програла битву за аудиторію своєму основному конкурентові Facebook. Протягом декількох місяців 2009 року місячна аудиторія MySpace знизилася на 10 мільйонів осіб. Падіння відвідуваності тривало до листопада 2009 року, і потім дещо уповільнилось. Останні 3 місяці MySpace закріпилася на позначці між 50 і 55 мільйонами відвідувачів на місяць.
- 15 січня 2013 року — перезапуск Myspace, мережу було майже повністю перероблено і запущено нову бета-версію, з цього часу в ній доступні авторські колонки, онлайн-радіо, музичні мікси та відео.[2]
- 12 червня 2013 року — офіційний запуск нової версії Myspace з новим дизайном і мобільним додатком[3].
- 1 жовтня 2013 року — Myspace налічував 36 мільйонів користувачів[4].
- 11 лютого 2016 року Myspace було придбано компанією Time Inc.[5]
- травень 2016 року — дані ~360 млн акаунтів Myspace з'явилися в продажу у даркнеті: адреси електронної пошти, імена користувачів та слабозашифровані паролі.

## Показники
Сайт у квітні 2016 року мав такі показники:
- 1739-те місце за відвідуваністю серед всіх сайтів США.
- 1995-те місце за відвідуваністю серед всіх сайтів світу[6]
- Відвідуваність: 36 мільйонів осіб на місяць
- Топ країн за відвідуванням: США (26,6 %), Індія (18,7 %), Китай (6,9 %), Росія (3,8 %), Велика Британія (2,9 %)